# Справжні мухи
Мухові, справжні мухи, мусциди (Muscidae) — родина двокрилих комах підряду Коротковусі двокрилі (Brachycera). Величезна родина, види якої поширені в усьому світі. Світова фауна містить 3650 видів.

## Опис
Середніх розмірів мухи (3-13 мм) жовтого, сірого, чорного забарвлення, іноді металево-зелені або сині.

## Спосіб життя

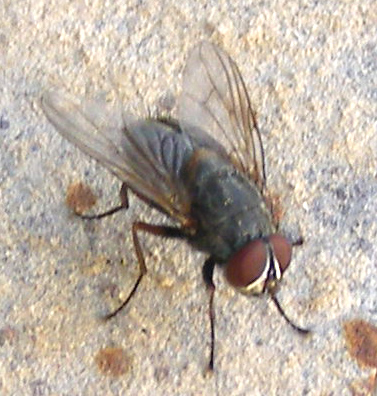
Муха кімнатна мала (Fannia canicularis)

Мухи зустрічаються всюди: в лісах, на луках, біля води, в поселеннях людини. Вельми численні у високих широтах. Мухи живляться як хижаки, кровососи (Stomoxis calcitrans, види Lyperosia), вилизують екссудат та інші рідини на тілі хребетних, а також рідкі виділення рослин, що розкладаються, гною, відвідують квіти, де живляться нектаром і пилком.
Самки відкладають яйця або народжують живих личинок. Личинки розвиваються в найрізноманітніших середовищах: гниючих рослинних речовинах (гній, компост тощо), гнилій деревині, під корою, у соку дерев, в грибах, в підстилках гнізд птахів і ссавців, трупах хребетних і безхребетних. Деякі личинки — водні (рід Limnophora і триба Coenosiini), мало хто живиться живими рослинами (Atherigona), деякі живуть у гніздах перетинчастокрилих. У ряду видів відомо живородіння. За типом живлення серед личинок переважають хижаки, але є сапрофаги і фітофаги. Личинки сапрофагів, фітофагів і факультативних хижаків виходять з яйця у вигляді личинки 1-го віку. У облігатних хижаків личинка може затримуватися в яйці і вилуплюватися на 2-му чи навіть на 3-му віці. Такі личинки називаються «ди-» або «мономорфними». Багато видів тісно пов'язані з людиною і домашніми тваринами, вони мають важливе значення як переносники бактеріальних інфекцій, паразитичних нематод і найпростіших.